# Mötet i Strängnäs 1523
Mötet i Strängnäs 1523 var en sammankomst som hölls i Roggeborgen i Strängnäs för att diskutera och besluta om Sveriges angelägenheter. Det inleddes den 2 juni 1523 och avslutades den 7 juni 1523.
När Gustav Vasas befrielsekrig var nära sin fullbordan och det blev känt att kung Kristian II i april flytt från Danmark, kallades till ett allmänt riksmöte i juni 1523. I mötet deltog förutom riksråd, prelater och frälsemän även ombud för städer och lagsagor och även ett påvligt ombud närvarade. Mötet började med att utse nio nya riksråd.
Den 6 juni valde mötet Gustav Vasa till Sveriges och Götes konung. Efter valet behandlades anspråk på kompensation från hansastaden Lübeck för dess bistånd under befrielsekriget. Efter mötet öppnade Stockholm sin portar, och Gustav Vasa kunde vid midsommar intåga i huvudstaden.